# TO-3

Een TO-3 behuizing

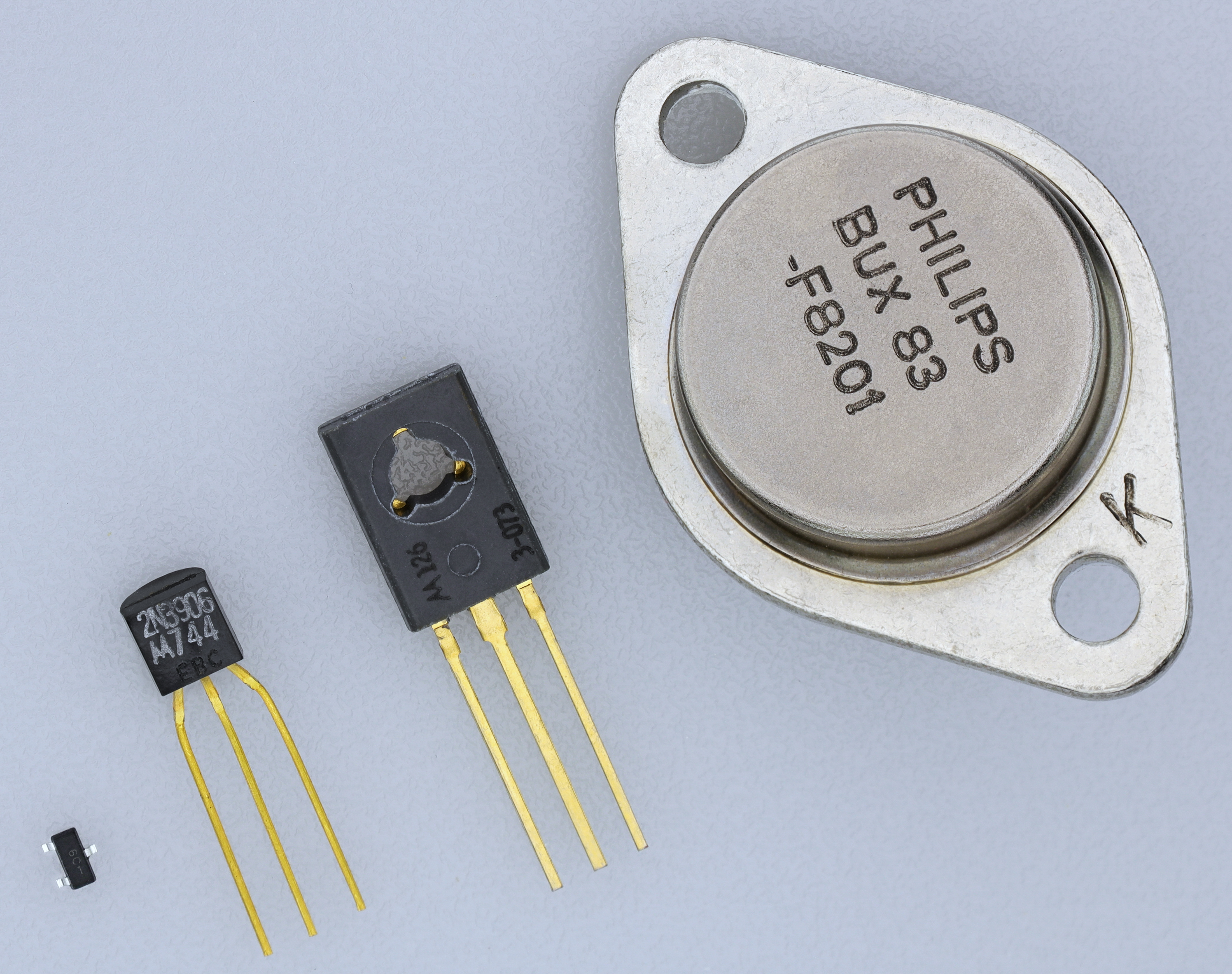
Verschillende type transistorbehuizingen: TO-3 (boven), TO-126, TO-92, SOT-23 (onder)

TO-3 een aanduiding voor een gestandaardiseerde metalen halfgeleiderbehuizing  die wordt gebruikt voor vermogenshalfgeleiders, waaronder transistors, siliciumgestuurde gelijkrichters en geïntegreerde schakelingen . TO staat voor "Transistor Outline" en heeft betrekking op een reeks technische tekeningen geproduceerd door JEDEC . 
De TO-3-behuizing heeft een plat oppervlak dat kan worden bevestigd aan een koellichaam, normaal gesproken via een thermisch geleidende maar elektrisch isolerende ring. De TO-3-behuizing is rond 1955 door Motorola ontworpen. De afstand tussen de pinnen was oorspronkelijk bedoeld om het component in een toen gebruikelijke buisvoet te kunnen steken. 

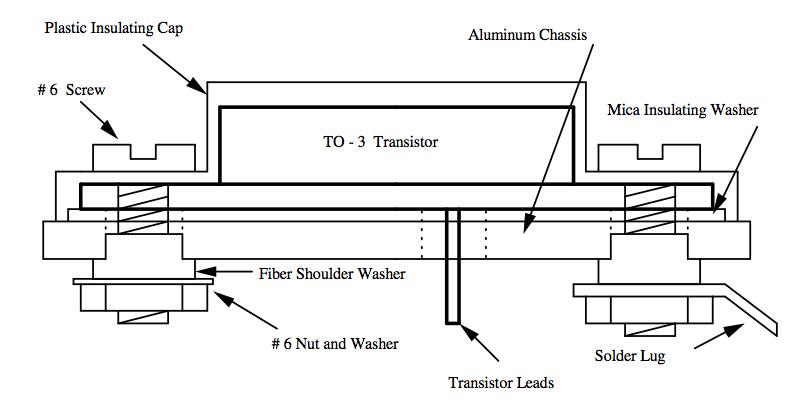
Typisch TO-3 montageprofiel, met isolator vanaf chassis

De metalen behuizing kan aan een koellichaam worden bevestigd, waardoor het geschikt is voor apparaten die meerdere watt aan warmte afvoeren. Koelpasta wordt gebruikt om de warmteoverdracht tussen de behuizing en het koellichaam te verbeteren. Aangezien de behuizing een van de elektrische aansluitingen is, kan een isolator nodig zijn om het onderdeel elektrisch te isoleren van het koellichaam. Isolerende ringen kunnen gemaakt zijn van mica of andere materialen met een goede thermische geleiding .
De behuizing wordt gebruikt met apparaten met een hoog vermogen en een hoge stroomsterkte, in de orde van enkele tientallen ampères stroom en tot honderd watt warmteafvoer. De behuizingsoppervlakken zijn van metaal voor een goede warmtegeleiding en duurzaamheid. De metaal-op-metaal en metaal-op-glas verbindingen zorgen voor hermetische afdichtingen die de halfgeleider beschermen tegen vloeistoffen en gassen.
In vergelijking met vergelijkbare plastic behuizingen is de TO-3 duurder. De afstand en afmetingen van de pinnen van de behuizing maken het ongeschikt voor apparaten met een hogere frequentie (radiofrequentie).

## Bouw

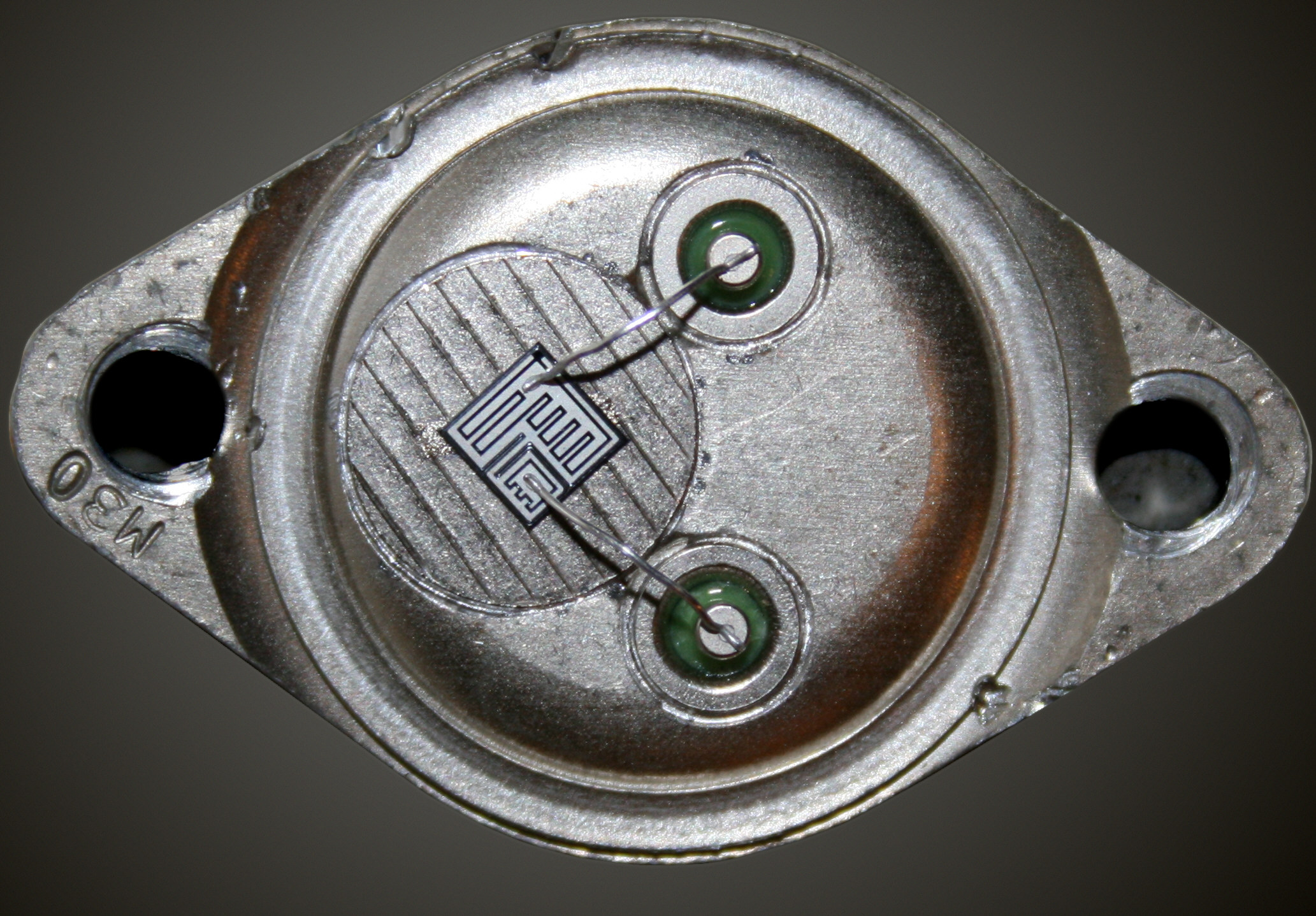
Binnenkant van een MJ1000 Darlington-transistor in TO-3-behuizing

De component van de halfgeleiderchip is op een verhoogd platform op een metalen plaat gemonteerd hierop is een metalen blik gelast. hierdoor is er een goede warmtegeleiding en is de behuizing duurzaam. De pinnen gaan door de metalen grondplaat en zijn geïsoleerd met glas. De metalen behuizing is verbonden met het interne chip en de draden zijn verbonden met de matrijs met verbindingsdraden.
De TO-3-behuizing bestaat uit een ruitvormige grondplaat met diagonalen van 40,13 mm (1.580 inch) en 27,17 mm (1.070 inch). De plaat heeft twee montagegaten op de lange diagonaal, met de middelpunten op een afstand van 30,15 mm (1.187 inch) uit elkaar. Een kapje dat aan één kant van de plaat is bevestigd en waaronder de halfgeleiderchip zich bevindt, brengt de totale hoogte op 12,19 mm (0,480 inch). Twee pinnen aan de andere kant van de plaat zijn geïsoleerd van de behuizing door individuele glas-metaal afdichtingen. De metalen behuizing vormt de derde aansluiting (in het geval van een bipolaire junctietransistor  is dit meestal de collector).

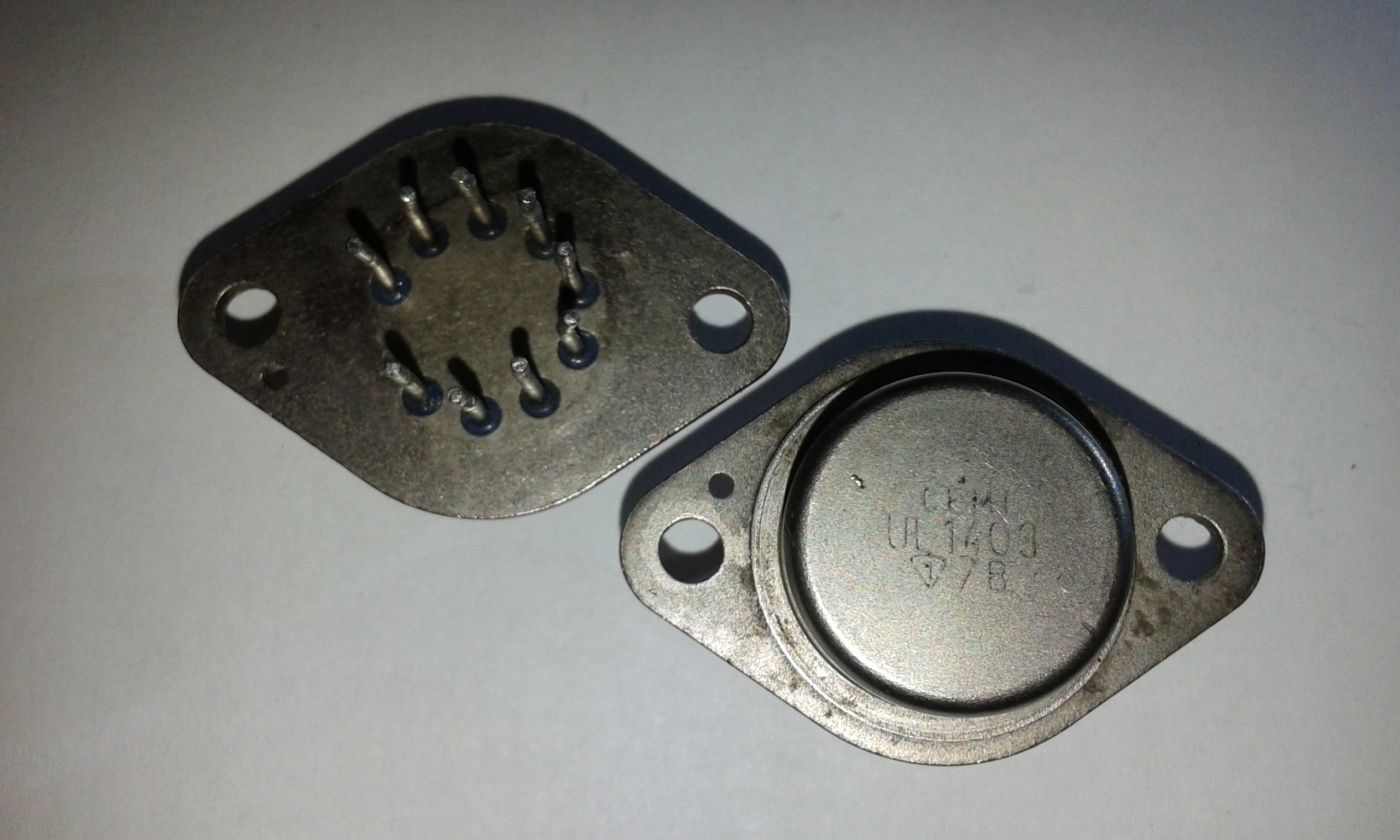
Eindversterker geïntegreerde schakeling in een TO-3 pakket (CEMI UL1403)

Er zijn varianten van de TO-3-behuizing met meer dan twee pinnen. De hoogte van de dop en de dikte van de pinnen verschilt tussen varianten van de TO-3-behuizing.

### Afmetingen

Afmetingen TO-3 behuizing in mm

Voor overige opmerkingen en notities zie 

## Normen
| Normenorganisatie                 | Standaard     | Benaming voor TO-3       |
| --------------------------------- | ------------- | ------------------------ |
| IEC                               | IEC 60191     | C14A/B18, C14B/B18       |
| EIAJ / JEITA                      | ED-7500A      | TC-3/TB-3, TC-3A/TB-3    |
| Britse normen                     | BS 3934       | SO-5A/SB2-2, SO-5B/SB2-2 |
| Rosstandaard                      | GOST- R 57439 | KT-9, KT-9B, KT-9C       |
| Combinatie Microelektronik Erfurt | TGL 11811     | Eea, Eeb                 |
| Combinatie Microelektronik Erfurt | TGL 26713/11  | L2A1, L2A2               |

## Voorbeelden van componenten in een TO-3-behuizing

#### Spanningsregelaars
- LM317, spanningsregelaar
- LM78xx, spanningsregelaar
- LM340, spanningsregelaar

#### Transistoren
- 2N3055, NPN-vermogenstransistor
- MJ2955, PNP-vermogenstransistor
- KD503, NPN-vermogenstransistor